# Бутович Олексій Петрович
Олексій Петрович Бутович (1759–1829) — губернатор Чернігівської (1813—1818) та Вітебської (1818—1823) губерній.

## Біографія
Народився 1759 року в сім'ї аристократів-шляхтичів Чернігівської губернії, що походили від військового товариша Війська Запорозького Городового Івана Богдановича Бутовича — одного з синів Петра Степановича Бутовича та Анастасії Іванівни — доньки Івана Івановича Рейха.
У службу вступив у 1773 році.
З посади Полтавського губернського прокурора 18 грудня 1809 він був затверджений віце-губернатором Чернігівської губернії; 13 липня 1813 року А. П. Бутович у чині дійсного статського радника був призначений на посаду губернатора. Він зіткнувся з багатьма проблемами: криза дрібних поміщицьких господарств, селянське безземелля, зростання поміщицьких та селянських боргів. Йому довелося підтримувати поміщицьке підприємництво: цукроваріння, суконне виробництво. Селяни відмовлялися підкорятися своїм поміщикам: палили садиби, навіть брали до рук зброю. Як губернатор О. Бутович угамовував конфлікти, достовірних фактів не збереглося. За час губернаторського правління Бутовича було збудовано будівлю Ніжинського ліцею, а в Новгороді-Сіверському — торгові ряди; у Чернігові відкрито повітове духовне училище, у низці міст — початкові училища. Його діяльність на посаді губернатора була помічена і в 1817 він був проведений в дійсні статські радники.
З 24 травня 1818 він був призначений губернатором Вітебської губернії і залишався на цій посаді до 1823 року.
19 жовтня 1821 року нагороджений орденом Святої Анни 1-го ступеня.
Помер у 1829 році.

## Сім'я
Був одружений з Анастасією Петрівною, уродженою Юркевич. У них народилися діти: Захарій (нар. 1795), Ілля (нар. 1798), Анна (1801—1835; у шлюбі Савицька) та Софія (1806—1890; у шлюбі з корнетом Євгеном Павловичем Томара).